# Koppargrafik
Koppargrafik är ett samlingsnamn för olika sätt att framställa kopparplåt för konsttryck.

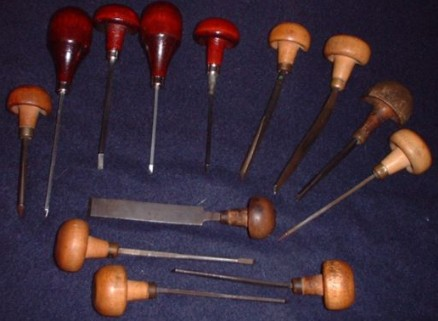
Verktyg

Kopparstick är den äldsta konstnärliga djuptrycksmetoden med hjälp av gravyrstickel. Vid trycket framträder teckningens linjer som ristats in i kopparplåten. Ursprungligen användes begreppet för alla tryck som utfördes för hand. 
Etsning är en grafisk teknik. Ordet används ofta också om ett konstverk som har framställts genom etsning.
En kopparplåt täcks med en tunn, syrabeständig grund, på vilken konstnären tecknar med en etsarnål och därmed blottar linjer i kopparytan, vilka sedan fräts ("etsas") bort när plåten doppas i syra. Eftersom grunda linjer tar emot mindre färg än djupa, kan man erhålla graderade toner genom att hastigt doppa plåten i syrabadet för de tunnaste linjerna, sedan måla över dessa med täckfernissa och låta plåten ligga längre och längre i syran allteftersom de mörkare linjerna tecknas, och "täcka över" varje följande omgång linjer efter etsningen.
Graderingar kan göras även med en omvänd metod, som Rembrandt var en mästare i. Den med etsgrund behandlade metallplåten läggs i en grund skål. Etsvätska slås på tills den nätt och jämnt täcker plåten. Arbetet börjar med att motivets mörkaste partier markeras med etsnålen, därefter successivt ljusare och ljusare partier. Etsvätskan verkar då länge i de först markerade partierna (kanske två timmar innan hela motivet är klart), sedan kortare och kortare tid i de senare markerade partierna. I de sist markerade partierna får etsvätskan verka bara någon minut, innan plåten tas upp ur badet för efterbearbetning. Denna metod kräver att konstnären är en mycket säker tecknare, eftersom ett misstag i början av proceduren inte kan avhjälpas senare i ett framskridet skede.

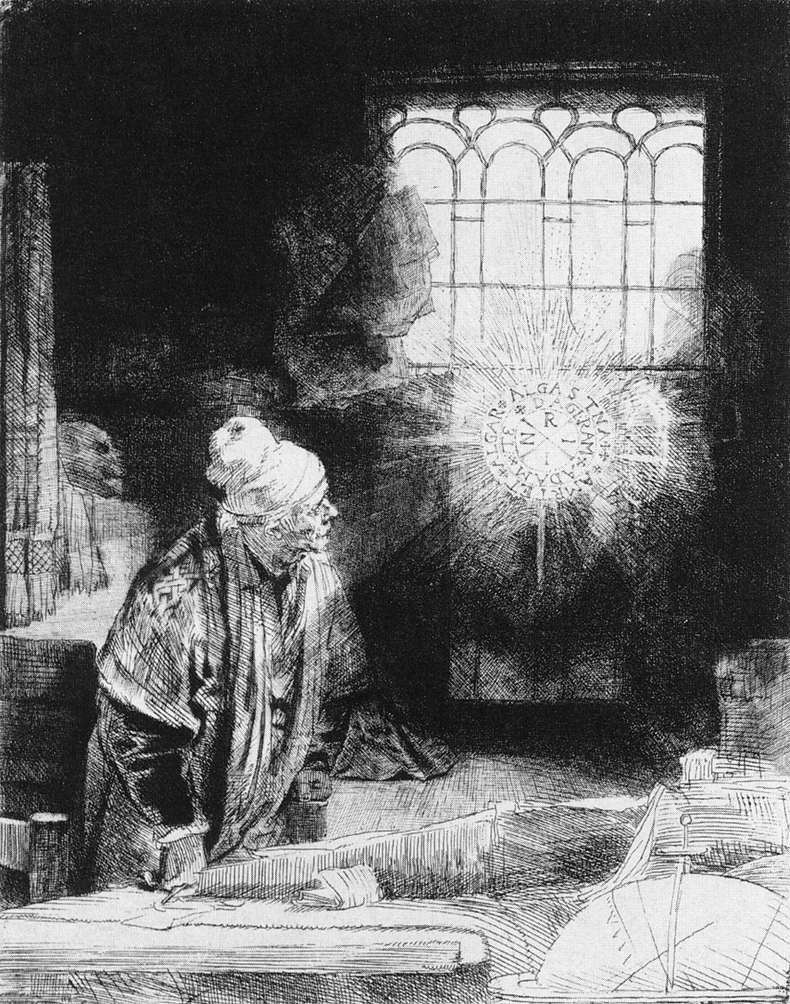
Etsning. Rembrandt – ”Faust” (1650-1652). Rijksmuseum, Amsterdam

Med etsning är det mycket lättare att åstadkomma subtila färgskiftningar än i kopparsticket. Det är således möjligt att med etsning skapa ett luftperspektiv. Tekniken utvecklades i början av 1500-talet, men utnyttjades till fullo först av Jacques Callot (1592—1635). Rembrandt (1606—1669) var en virtuos beträffande etsningstekniken.
I mjukgrundsetsning tecknar konstnären på grunden (utblandad med svinister) med blyerts genom ett papper; en del av grunden fastnar på pappret, och det slutliga avtrycket har en kornig yta.
Torrnålsgravyr är en tryckteknik där kopparplattan ristas med en vass nål, ofta använd i kombination med andra grafiska metoder och etsning.